# Pukkisaari (ö i Nyland)
Pukkisaari är en ö i Finland. Den ligger i sjön Kilpijärvi och i kommunen Mäntsälä i den ekonomiska regionen  Helsingfors  och landskapet Nyland, i den södra delen av landet, 60 km norr om huvudstaden Helsingfors. Öns area är 0,5 hektar och dess största längd är 150 meter i nord-sydlig riktning.